# Tim Welker
Tim Welker (* 8. September 1993 in Zierenberg) ist ein deutscher Fußballspieler, der von 2006 bis 2015 beim SC Paderborn unter Vertrag stand. Er spielt auf der Position des Innenverteidigers. Welker läuft seit der Saison 2017/18 für den TSV Steinbach Haiger auf.

## Karriere
Der im nordhessischen Zierenberg geborene Welker begann mit dem Fußballspielen in der Jugend des KSV Hessen Kassel und wechselte 2006 in die Nachwuchsabteilung des Zweitligisten SC Paderborn 07. Zu Beginn der Saison 2012/13 rückte er von der zweiten Mannschaft des SCP in den Kader der ersten Mannschaft auf. Sein Zweitligadebüt hatte er am 5. Oktober 2012 (9. Spieltag), als er von Trainer Stephan Schmidt beim 1:1-Unentschieden im Auswärtsspiel gegen den FSV Frankfurt in der 90. Minute eingewechselt wurde.
Zur Saison 2015/16 wechselte Welker ablösefrei zum KSV Hessen Kassel in die Regionalliga Südwest. Nachdem er die ersten 13 Saisonspiele von Beginn an bestritten hatte, stoppte ihn eine Knieverletzung. Aufgrund einer chronischen Entzündung der Patellasehne absolvierte er über ein Jahr lang kein Spiel mehr. Sein Vertrag in Kassel endete im Sommer 2017. Im August verpflichtete ihn Ligakonkurrent TSV Steinbach.